# Ritratti (programma televisivo)
Ritratti - Quando la vita è uno spettacolo è un programma televisivo italiano creato, scritto e presentato da Giancarlo Governi con la collaborazione e la regia di Leoncarlo Settimelli e Silvio Governi per Rai 2 e Rai 3, in onda dal 1995.

## Il programma
Ritratti nel corso degli anni ha variato formula, la più recente delle quali viene trasmessa a partire dal 2001. Accanto alle puntate dalla durata di un'ora ne sono state prodotte altre della durata di mezz'ora, chiamate Mini ritratti. La società produttrice per conto della Rai è la Birdy.
Nel programma si racconta la vita umana ed artistica non solo di famosi personaggi dello spettacolo ma anche di sportivi (come Fausto Coppi, Primo Carnera) o di squadre di calcio come il grande Torino della tragedia di Superga.
Il suo plot narrativo, veloce, divulgativo ed allo stesso momento mai banale, fa di Ritratti una trasmissione di facile fruizione, arricchita da  memoria storica e dalle immagini di repertorio delle Rai Teche.
Ritratti è stato prodotto sino ad oggi in oltre 50 puntate. Si ricordano, oltre i profili già citati: Anna Magnani, Maria Callas, Vittorio De Sica, Silvana Mangano, Giulietta Masina, Marcello Mastroianni, Vittorio Gassmann, Domenico Modugno, Fabrizio De André, Giorgio Gaber, Lucio Battisti e Nino Manfredi.
Nel 2010 sono state realizzate nuove puntate su Garinei & Giovannini, Vittorio De Sica (in due puntate), Paolo Panelli, Bice Valori e Ugo Tognazzi.
Il programma si avvale di collaboratori fissi quali Piero Montanari (per le musiche originali), Silvio Governi (per la produzione), Claudia Salinetti (per le ricerche), Rossella Corsi (per la grafica) e Leonardo Venditti (per l'organizzazione generale).

## Sigla
Il brano utilizzato come sigla è il valzer russo n. 2 dalla Jazz Suite No. 2 di Dmitrij Šostakovič.

## Puntate (parziale)

### Ritratti(prima serie)
- Gino Bramieri. Le due stagioni di un comico
- Fabrizio De André. Questa di Fabrizio è una storia vera
- Peppino De Filippo. Da Pappagone a Molière
- Sergio Endrigo. Che fatica essere poeti
- Aldo Fabrizi. Ci avete fatto caso?
- Giorgio Gaber. La libertà del signor G. (due puntate)
- Rino Gaetano. Un folletto sempre più blu
- Garinei e Giovannini. Gli anni d'oro - La rivoluzione di Garinei e Giovannini (due puntate)
- Erminio Macario. Il comico venuto dalla Luna
- Nino Manfredi. Che fatica essere comici
- Domenico Modugno. La rivoluzione di Mister Volare
- Stanlio e Ollio. Due piselli in un baccello (due puntate)
- Luigi Tenco. Un giorno dopo l'altro
- Vianello e Mondaini. Due storie un destino

### Ritratti(seconda serie)
- Delia Scala. Una fidanzata per l'Italia
- Paolo Panelli. Paolo in particolare
- Bice Valori. Bice in particolare
- Claudio Villa. Il romanzo di una voce

### Mini Ritratti
- Lucio Battisti. Il suo canto libero
- Fred Buscaglione. Bulli, pupe e whisky facile
- Renato Carosone. Il comico della canzone
- Quartetto Cetra. Una fattoria piena di canzoni
- Gabriella Ferri. "Dove sei Zazà"
- Domenico Modugno. La rivoluzione di Mister Volare
- Renato Rascel. Un piccolo grande uomo
- Luigi Tenco. Un giorno dopo l'altro